# Oude IJsselstreek
Oude IJsselstreek (uitspraakⓘ) is een gemeente in de Nederlandse provincie Gelderland. Ze ligt deels in de Liemers en deels in de Achterhoek. De gemeente is op 1 januari 2005 ontstaan door een gemeentelijke herindeling van de opgeheven gemeenten Wisch en Gendringen. Het grootste dorp is Ulft, het gemeentehuis bevindt zich in Gendringen.
Oude IJsselstreek heeft een oppervlakte van 138,09 km² en heeft per 22 november 2024 39.402 inwoners (bron: CBS). Het is een landelijke gemeente met enkele industriële gebieden.

## Kernen

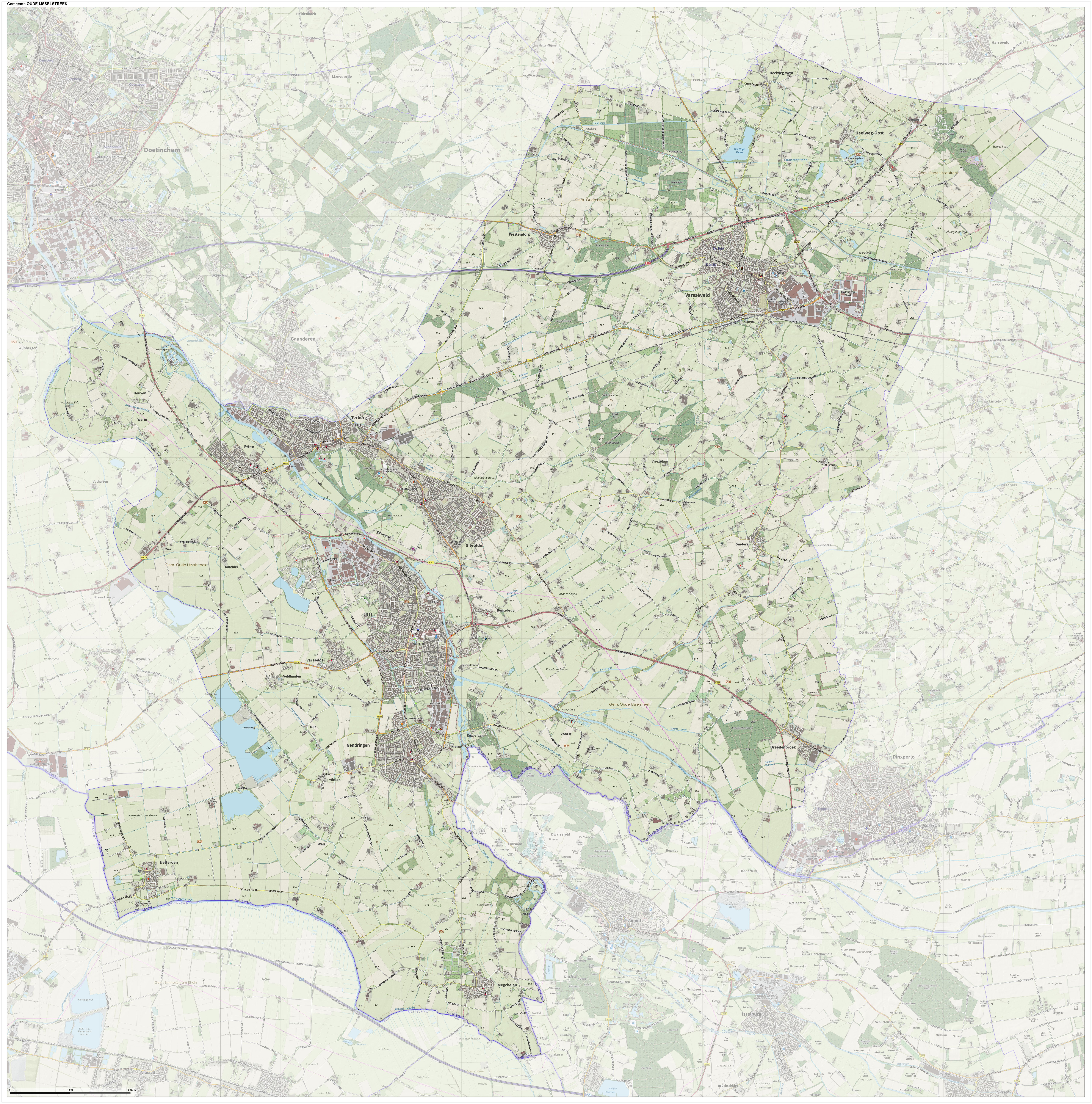
Kaart van de gemeente

De gemeente Oude IJsselstreek heeft 24 kernen.
| Woonplaats (BAG) | Inwoners 2023 |
| ---------------- | ------------- |
| Varsseveld       | 6.030         |
| Westendorp       | 935           |
| Heelweg          | 1.160         |
| Terborg          | 4.680         |
| Silvolde         | 5.415         |
| Sinderen         | 990           |
| Ulft             | 10.570        |
| Etten            | 1.805         |
| Varsselder       | 745           |
| Netterden        | 580           |
| Megchelen        | 965           |
| Gendringen       | 4.460         |
| Voorst           | 330           |
| Breedenbroek     | 935           |

- Heelweg bestaat uit de 2 kernen Heelweg-Oost en Heelweg-West

Overige kernen zijn:
Bontebrug, Milt, Rafelder, Veldhunten, Wals, Warm, Wieken, IJsselhunten en Ziek.

## Bestuurlijk

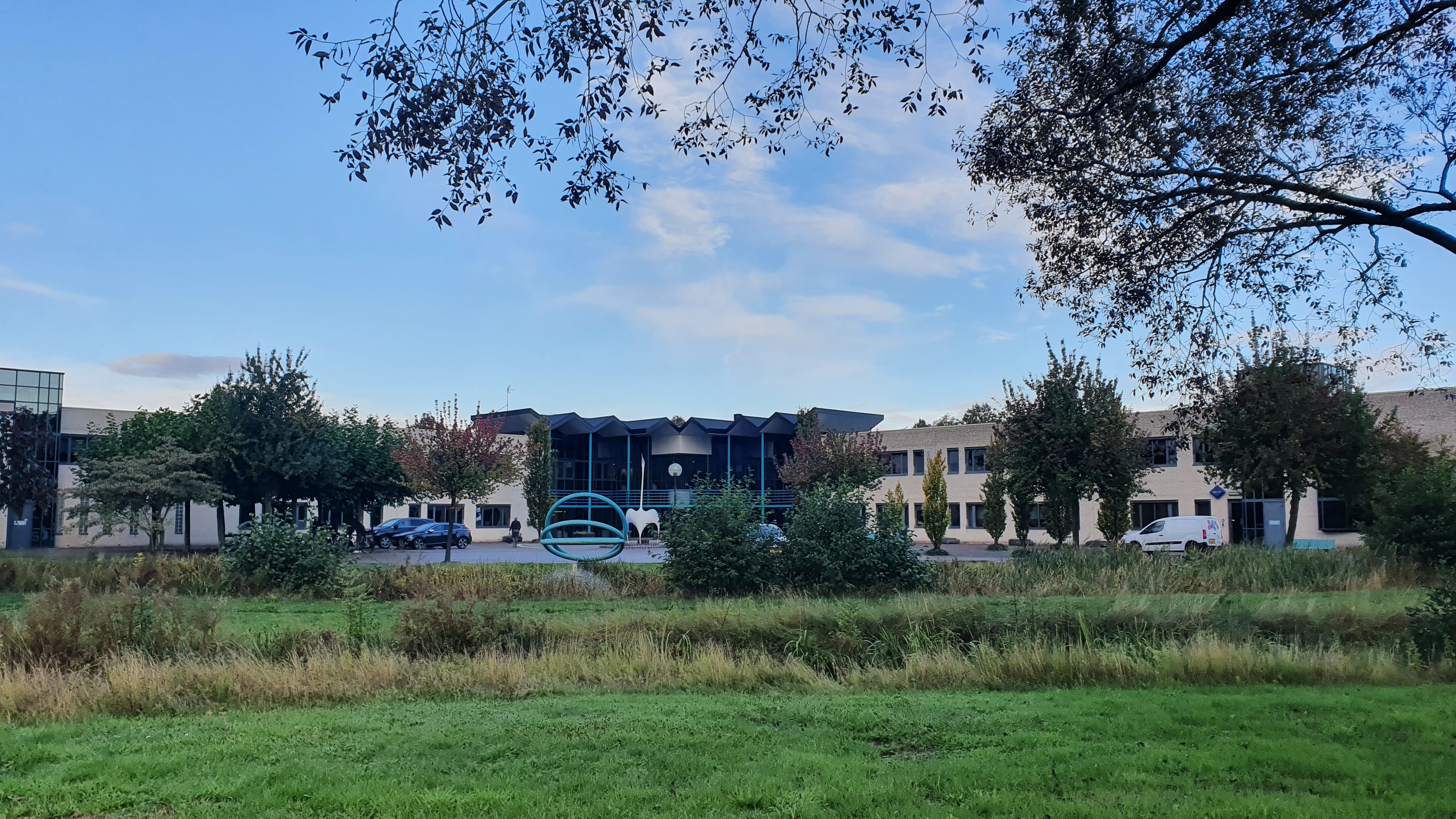
Gemeentehuis in Gendringen

### Gemeenteraad
De gemeenteraad van Oude IJsselstreek bestaat uit 25 zetels. Hieronder de behaalde zetels per partij bij de gemeenteraadsverkiezingen sinds 2005:
| Lokaal Belang                       | 8  | 10 | 9  | 10 | 10 |
| DorpEnPlattelandBeweging            | -  | -  | -  | -  | 3  |
| CDA                                 | 9  | 7  | 6  | 5  | 3  |
| PvdA                                | 8  | 5  | 3  | 3  | 3  |
| Pro!                                | -  | -  | -  | -  | 2  |
| VVD                                 | 2  | 2  | 2  | 3  | 2  |
| Achterhoek Democratisch Alternatief | -  | -  | -  | -  | 1  |
| D66                                 |    | 3  | 2  | 1  | 1  |
| SP                                  | -  | -  | 3  | 3* | -  |
| Totaal                              | 27 | 27 | 25 | 25 | 25 |

* De voltallige SP-fractie ging in september 2020 verder als de lokale partij Pro!

### College van B&W
Het college van burgemeester en wethouders bestaat sinds 7 maart 2024 uit onderstaande personen:
- Laura Werger (VVD): regionale samenwerking, bedrijfsvoering gemeente, openbare orde & veiligheid, personeel;
- Ben Hiddinga (wethouder, Lokaal Belang): ruimtelijke ordening, grondzaken, gemeentelijke huisvesting, ODA, economie, landschapspark OIJ, wonen;
- Ria Ankersmit (wethouder, Lokaal Belang): vitaal buitengebied, openbare ruimte/klimaatadaptie, mobiliteit & bereikbaarheid, sport, landschapspark OIJ;
- Janine Kock (wethouder, CDA): WMO, inclusie, kunst & cultuur, energietransitie, milieu & grondstoffen, ECAL;
- John Haverdil (wethouder, PvdA): Participatiewet, financiële ondersteuning inwoners, opvang & inburgering, nieuwe energie, vrijetijdseconomie, landschapspark OIJ;
- Marco Bennink (wethouder, Lokaal Belang): jeugd, onderwijs, volksgezondheid, financiën, aandeelhouderschap;
- Ron Frerix (gemeentesecretaris); hoogste ambtenaar van de gemeente, belangrijkste adviseur van het college, eindverantwoordelijkheid voor het goed functioneren van de ambtelijke organisatie.

## IJzergeschiedenis
Oude IJsselstreek heeft zich bij de Europese kring van IJzersteden aangesloten vanwege haar ijzerhistorie. In de streek langs de rivier de Oude IJssel verrees omstreeks 1689 de eerste hoogoven. De grond in deze streek bevatte veel oer, ijzererts. In Ulft verrees in 1754 de tweede hoogoven in Nederland. Deze oven had de naam "Olde Hut". De streek was de geboorteplaats van een bloeiende ijzerindustrie waarvan DRU, ATAG en Etna bekende namen zijn.

## Cultuur

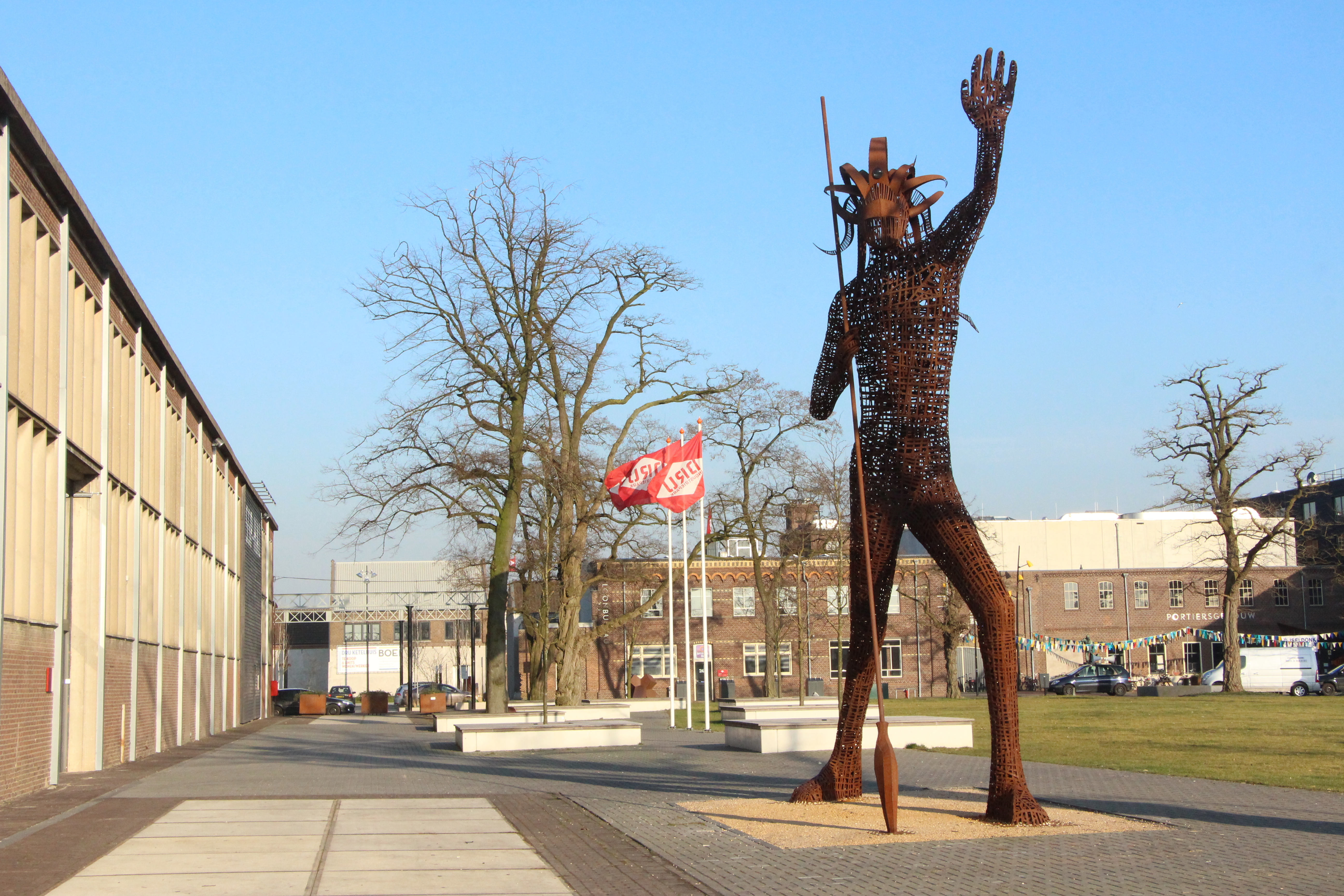
"Vreedzame krijger", standbeeld bij het DRU Industriepark in Ulft

### DRU Industriepark
Sinds 2009 bestaat het DRU-complex, de voormalige fabriek, als cultureel centrum in de gemeente (ook: DRU park, Cultuurfabriek). Op het Industriepark vindt men een theater, een restaurant, een evenementhal, een bibliotheek, de zaal voor de gemeenteraadsvergaderingen en andere gebouwen en voorzieningen.

### Monumenten
In de gemeente zijn er een aantal rijksmonumenten, gemeentelijke monumenten en oorlogsmonumenten, zie:
- Lijst van rijksmonumenten in Oude IJsselstreek
- Lijst van gemeentelijke monumenten in Oude IJsselstreek
- Lijst van oorlogsmonumenten in Oude IJsselstreek

### Kunst in de openbare ruimte
In de gemeente zijn diverse beelden, sculpturen en objecten geplaatst in de openbare ruimte, zie:
- Lijst van beelden in Oude IJsselstreek

## Aangrenzende gemeenten
| Aangrenzende gemeenten | Aangrenzende gemeenten | Aangrenzende gemeenten | Aangrenzende gemeenten | Aangrenzende gemeenten |
| ---------------------- | ---------------------- | ---------------------- | ---------------------- | ---------------------- |
| Doetinchem             | Bronckhorst            |                        |                        | Oost Gelre             |
|                        |                        |                        |                        |                        |
| Montferland            | Aalten                 |                        |                        |                        |
|                        |                        |                        |                        |                        |
| Emmerik (D)            |                        | Rees (D)               |                        | Isselburg (D)          |

Stad: Terborg

Dorpen: Bontebrug · Breedenbroek · Etten · Gendringen · Megchelen · Netterden · Silvolde · Sinderen · Ulft · Varsselder · Varsseveld · Westendorp

Buurtschappen en gehuchten: De Heuven · Engbergen · Heelweg-Oost · Heelweg-West · Milt · Vriezelaar · Rafelder · Veldhunten · Voorst · Wals · Warm · Wieken · IJsselhunten · Ziek

Gelderland: Steden en dorpen in Gelderland      Nederland: Provincies · Gemeenten
Aalten · Apeldoorn · Arnhem · Barneveld · Berg en Dal · Berkelland · Beuningen · Bronckhorst · Brummen · Buren · Culemborg · Doesburg · Doetinchem · Druten · Duiven · Ede · Elburg · Epe · Ermelo · Harderwijk · Hattem · Heerde · Heumen · Lingewaard · Lochem · Maasdriel · Montferland · Neder-Betuwe · Nijkerk · Nijmegen · Nunspeet · Oldebroek · Oost Gelre · Oude IJsselstreek · Overbetuwe · Putten · Renkum · Rheden · Rozendaal · Scherpenzeel · Tiel · Voorst · Wageningen · West Betuwe · West Maas en Waal · Westervoort · Wijchen · Winterswijk · Zaltbommel · Zevenaar · Zutphen
Steden en dorpen · Voormalige gemeenten · Nederland: Provincies · Gemeenten